# Александријска библиотека
Александријска библиотека је била највећа библиотека античког света. Налазила се у Александрији, на обали Средоземног мора, у данашњем Египту.
Основана је почетком 3. века пре нове ере од стране краљева из династије Птолемеја. Духовни покретач и први организатор био је Грк Деметрије из Фалерона. Током њеног постојања управници библиотеке били су веома учени људи и књижевници, као приређивач класичних епова: Зенодот из Ефеса, песник и граматичар Ликофрон из Халкиса и критичар и филолог Аристарх са Самотраке.

## Настанак библиотеке
Изградњу града на ушћу Нила у Средоземно море, са острвом Фарос, предложио је први грчки песник Хомер, што је тек Александар Велики прихватио и наредио његову градњу 331. п. н. е. Градња је почела у селу Ракотис, укључујући и острво Фарос, до кога су саграђене две луке. На југу града налазило се језеро Мареотис, одакле се град снабдевао свежом водом.
Александар Велики наредио је градњу велике библиотеке, а град је именовао по себи Александрија и прогласио га главним градом Египта, али га лично никада није видео. Убрзо је Александрија постала највећи град западног света, иначе град папируса и центар трговине књигама. Доласком Александра у Малу Азију, Палестину, Египат, Месопотамију и све до данашњих Авганистана и Пакистана дошли су и грчки језик, дотадашња знања и грчка култура. Ти народи почели су се међусобно мешати и интелектуално обогаћивати и изградили заједну хеленистичку културу. Град Александрија се ширио и постајао све привлачнији за научнике Грчке и других делова света. У оквиру изградње града саграђени су Велика библиотека и Музеј, који су временом постали центар научних изучавања. У току једне године (323—322. п. н. е.) умрли су Александар Велики и његов учитељ Аристотел, а Александрови генерали, грчко-македонског порекла, поделили су власт у Египту, од када је на престо дошла династија Птолемеја и владала Египтом готово 300 година (323—30. п. н. е.).
Градњу Библиотеке и Музеја почео је Птолемеј I Сотер (367-283. п. н. е.), око 290-283. п. н. е., а наставио Птолемеј II Филаделф - Сотер (309—246. п. н. е.), у аристократском делу града Брукејон, краљевској четврти, у стилу Аристотеловог Лицеја, непосредно једно поред другог. Библиотека је имала и свој други део, звани Сестринска библиотека, саграђен касније у делу града званом Серапион, уз обалу Средоземног мора. У свом саставу Библиотека је имала: шеталишта, баште, просторије за заједничке ручкове, читаонице, холове за предавања (амфитеатре) и собе за састанке. Овакав распоред простора сличан је и данашњим универзитетима. Библиотека је такође имала и набавно одељење, лоцирано у луци, као и каталошко одељење. У холовима су биле полице за држање ролни папируса, које су се тада звале “Библиотхекаи”. Изнад ролни стајао је натпис са значењем: “Место за лечење душе”. Иницијално, Велику библиотеку је организовао Деметрије Фалер, Теофастов ученик. Библиотеке старога века разликовале су се од данашњих. Како тада није било повезаних књига, већ су постојале папирус ролне, полице су биле прилагођене ролнама. Папирус је иначе прављен од трске, која је расла на обалама Нила.
Библиотека је чувала радове највећих мислилаца античког времена. На општу цивилизацијску жалост, готово сва та дела уништена су заувек у великим пожарима.
Захи Хавас, председник Египатског комитета за антиквитете тврди да је 13 холова у Библиотеци могло да прими истовремено 5000 студената, а просторије тих холова тако су били међусобно распоређени да је предавач стајао на једном, централном, узвишеном месту, на подијуму. Место где су се чувале књиге састојало се од: колекције половних књига (Фестус) са инструкторима и преводиоцима и јавне колекције књига, намењене за јавно коришћење. Библиотека је у свом саставу имала и астрономску опсерваторију.
У време настанка Александријске библиотеке чувене личности у Атини поседовале су своје сопствене колекције књига у својим домовима. Међу њима истакнути су били: Еурипид, Еуклид, Аристотел и други. Многи од познатих личности поклањали су своје колекције Библиотеци. Прва династија владара Птолемеј били су значајни колекционари, па су и они поклањали своје колекције, а такође и знатна средства краљевског буџета усмеравали у исте сврхе. Библиотека је била центар културног развоја Запада, током неколико векова. Од оснивања Александрију су претежно насељавали војници, морнари, бирократе, чиновници и администрација, бизнис-класа људи, занатлије и слични. Научници хеленског света долазили су да уче и предају. Плаћани су: лингвисти, историчари, астрономи, географи, математичари, физичари и песници. Међу познатима у Библиотеци су радили Архимед и Еуклид, који је ту написао своју књигу “Елементи”. Легенде кажу да је Птолемеј II приморао [[јеврејске научнике да преведу Библију са хебрејског на грчки. Елен Брундиџ казе да у том космополитском граду Грци, Египћани, Римљани и Јевреји нису баш живели у најбољој коегзистенцији, али су им баш Музеј и Библиотека били идеална места за састајања и размене сазнања. Она такође наводи да је Деметрије, након организовања Библиотеке исту предао Птолемеју II Фиделфу 283. п. н. е.
Записано је да је први управник Александријске Библиотеке био Зенодотус од 285. до 270. п. н. е., биран од стране суда, који је применио Аристотелова правила рада и устројио алфабетско обележавање. Затим су били: Калимакус од 260. до 240. п. н. е., Ератостен 276-194. п. н. е., Аристофан од 200. до 185. п. н. е. и Аристације од 160. до 145. п. н. е.. А након окупације Римљана библиотеком су управљали војници. Један од њих био је Тиберије Клаудије Балбил (20-79. нове ере).
Број књига и/или папируса у Библиотеци се у различитим изворима наводи различито. Док једни извори указују да их је било 700.000 примерака, други тврде да их је било 500.000 или 600.000, а Карл Сејган чак наводи да их је било милион. Барбара Краснер у свом раду наводи да је Велика библиотека у Александрији основана око 300. п. н. е., када је краљ Птолемеј I питао: “Колико имамо ролни папируса”? Аристотелов ученик Деметрије је на то имао одговор и предложио поставку библиотеке која ће садржати копије свих књига света. Птолемеј и његови наследници желели су да се целокупна колекција латинских, будистичких, персијских, јеврејских и египатских књига преведу на грчки. Постоји такође једна прича како је Птолемеј III поступао са Атињанима тако што је позајмљивао је од њих оригиналне књиге, исте су копиране и копије враћане ауторима, а оригиналне задржаване у библиотеци, уз извесну надокнаду у сребру. Што су књиге биле старије биле су вредније. Наводи се да је Библиотека у то време имала око 750.000 папируса. На обогаћивању Библиотеке, поред династије Птолемеј, радио је и пергамски краљ Еумен I 283-263. п. н. е., који је био очаран литературом и науком.
Александријска библиотека постала је место сталнога рада и стварања многих грчких научника старога века, као што су и: Ерасистратус (304—250. п. н. е.) И Праксгора, који су отворили прву медицинску школу у Александрији, те Херофилос (335—280. п. н. е.), Клеофантер Филинос, Крисипус (280—206. п. н. е.), Еуклид, Аристаркос са Сомоса (320—250. п. н. е.) и други. Египатски фараони плаћали су им за издржавање комплетне породице док су живели и радили у Библиотеци. Фараон Птолемеј III Еуергет наредио је да сви страни посетиоци Египта морају предати своје књиге Библиотеци, а Библиотека им је враћала преписане копије истих. Овај фараон Птолемеј III, син Птолемеја II Сотера, оснивач је сестринске библиотеке у Серапиону.
Књиге су се сакупљале веома интензивно добрим плаћањима краљевства, а за добре књиге путовало се по свету, а највише у Родос и Атину. Са бродова, посетилаца Александрије, књиге су одузимане, а вршена је и велика трговачка размена између Истока и Запада. Та размена претежно се обављала између копна и острва Фарос .
Као научна институција, Александријска библиотека попуњавана је новим радовима из области математике, астрономије, физике, природних наука и других. Методе рада и добијени резултати прво су постављани као емпиријски стандарди, а затим су стављани на најтеже провере озбиљног критицизма. Након свих тих провера прављено је по неколико копија текста, који су давани научницима, краљевству и богатим библиотекама широм света. На тај начин остваривани су и извесни приходи за Библиотеку. Издавачи су били истакнуте личности, који су радили и на Хомеровим текстовима, а они најпознатији међу издавачима називали су се Главни библиотекари. Након изградње и попуне Библиотека је имала књиге из Асирије, Грчке, Персије, Египта, Индије и других земаља. У Музеју је живело и радило преко 100 научника, који су се бавили истраживачким радовима, држали предавања студентима, писали књиге и вршили преводе докумената. Када је саграђена, Библиотека је садржала целокупно знање старога века, а када је уништена од тога није остало ништа.

## Библиотечки фонд
У Александријској библиотеци налазиле су се књиге из ондашњег целокупног цивилизованог света: дела из грчке књижевности и филозофије, преведене књиге из египатске, персијске и других књижевности. Преводило се и у супротним правцима, од којих су посебно важни преводи на арамејски и хебрејски, пошто је на тај начин сачуван део грчких књига. Књиге су се налазиле у импозантном комплексу зграда, укључујући две главне: Музеј и Серапис. Централни део у коме су се одвијала истраживања чинило је десет великих сала. Песник Калимарх из Кирене начинио је каталог библиотеке у 120 књига. Процене броја књига и сличног материјала у Александријској библиотеци се доста разликују и крећу до 700 хиљада.
Када је библиотекар Филарет у 3. веку п. н. е. хтео да уврсти Стари завет у фонд библиотеке, окупио је седамдесет двојицу Јевреја који добро познају грчки ради превођења, што сведочи о нивоу учености те епохе.

### Библиотекари Александријске библиотеке
Зенодом из Ефеса, радио је у првој половини трећег века п. н. е. и био је први управник библиотеке. Извршио је организацију фонда и увео алфабетски редослед. Започео је и са стандардизацијом Хомерових текстова, а такође се бавио лексикологијом.
Калимах из Кирене је радио око средине трећег века п. н. е. и он је на основу типографског каталога који је претходно сам саставио израдио чувене Таблице које су обухватале 120 књига које су биле алфабетски организоване. Калимах је био и значајан и врло утицајан песник у то време.
Аполоније са Родоса је био управник у другој половини трећег века. Као и Калимах био је утицајан и значајан песник тог времена. Био је библиотекар Александријске библиотеке до 264. п. н. е.
Ератостен, радио је крајем трећег и почетком другог века п. н. е. Проучавао је разне области поготово на пољу географије где је са врло малим одступањем израчунао обим Земљине кугле.
Аристофан из Бизанта је радио у другој половини другог века п. н. е. Изучавао је различите дисциплине из области наука о језику. Приписује му се и проналазак знакова интерпункције и знакова за обележавање акцената.
Аристарх из Самотраке је радио као библиотекар око средне другог века п. н. е. Наставио је филолошки рад својих претходника и савременика. Био је један од највећих граматичара свог доба.

## Уништавање библиотеке
Судбина библиотеке је трагична. Она је уништавана више пута са више разних страна.

### Цезарово уништавање 48. године
Сматра се да је Цезарова војска 47. године пре нове ере уништила главни део, онај у Музеју.

### Хришћанско уништавање 391. године
Убрзо након што је 387. године хришћанство постало државна религија Римског царства, цар Теодосије I 391. године наређује уништавање свих паганских храмова. Тада хришћани, на челу са александријским патријархом Теофилом, спаљују Александријску библиотеку.

### Муслиманско уништавање 642. године
Када је муслиманска армија освојила Александрију 642. године након што је поразила византијску војску у бици код Хелиополиса, командант је упитао калифа Умара шта да раде са библиотеком, односно са књигама. Он је дао чувени одговор: „Оне или су у супротности са Кураном, што значи да су јерес, или се слажу са њим, што значи да су сувишне."

## Обнављање библиотеке
2002. године од старе библиотеке, на обали мора међу оронулим стамбеним зградама, створена је једанаестоспратница од стакла и бетона, дело норвешке архитектонске фирме „Снохета". Обликом подсећа на огромни соларни диск, окренут Медитерану. На гранитном зиду који гледа на југ уклесана су слова већине светских писама, што представља својеврсну промоцију националне, културне и језичке шароликости која се чува у овој грађевини. Укупна површина се процењује на 40.000 m². У свом склопу поседује највећу јавну читаоницу на свету, као и специјализоване дечје, читаонице ретких књига, рукописа, микрофилмова, а њен саставни део је и Музеј (рађен такође по античком узору). Једна од посебних посластица је „Нобелова соба“, смештена на трећем спрату, у којој можете уживати у бисерима светске књижевности, делима насталим (и од шведске краљевске Академије награђеним) од 1901. до 2001. године. Реализација оваквог једног амбициозног пројекта коштала је инвеститоре 220 милиона долара и трајала је око 20 година.
Библиотека данас